# Landon Ashworth
Landon Ashworth es un actor, productor, escritor de televisión, cine y musicales, director de cine y publicidad, piloto y golfista estadounidense. Landon se graduó de la Embry-Riddle Aeronautical University y de la Tisch School of the Arts de la Universidad de Nueva York.

## Primeros años
Landon nació en 1984. Su tío abuelo Truman H. Landon fue general de la Fuerza Aérea de los Estados Unidos, comandante de las Fuerzas Aéreas de los Estados Unidos en Europa y piloto de pruebas de John Glenn. Al crecer escuchando estas historias, Landon aspiraba a convertirse en astronauta. También estaba interesado en la actuación, lo que le llevó a protagonizar multitud de producciones teatrales comunitarias a partir de los 12 años, entre ellas El mago de Oz. Ashworth era un consumado golfista juvenil. Ashworth se graduó de la Universidad Aeronáutica Embry Riddle con una Licenciatura en Ciencias de la Aeronáutica y luego se convirtió en piloto de pruebas para las misiones de protección de ballenas voladoras de la Oficina Nacional de Administración Oceánica y Atmosférica, para luego construir horas de jet, como piloto de United Airlines. Una vez que sus horas de vuelo se acumularon lo suficiente como para postularse a la clase de nuevos empleados de la NASA, los requisitos de contratación cambiaron y Landon tuvo que girar para encontrar su camino al espacio. Su asesor académico en la licenciatura le dijo que la próxima misión sería Marte y que la NASA contrataría a alguien del campo de las artes para representar a la comunidad en esa misión y que su mejor opción sería una maestría en cine o escritura creativa. Landon obtuvo una maestría en cine y luego pasó a un programa de doctorado en astrofísica. La NASA congeló la contratación de todas las nuevas clases de contratación de 2009 a 2017, lo que dejó su educación inutilizable durante casi una década. Luego, Landon se mudó a Los Ángeles para intentar una carrera en las artes a partir de 2010 y consiguió su papel decisivo en Castle en 2011.

## Carrera

### Primeros trabajos
En 2003, cuando Ashworth todavía estaba en la universidad, conoció al músico Gavin Degraw y terminó tocando. algunos de sus conciertos, como baterista suplente en su gira de verano. En 2009, Ashworth volvió a formar equipo con Degraw como su baterista para el vídeo musical "In Love with a Girl". Ashworth también protagonizó el trabajo de otra importante banda de rock, pero esta vez como actor, no como baterista. The All-American Rejects lo eligieron para su vídeo musical de "I Wanna". Estos papeles llevaron a Ashworth a protagonizar muchos otros vídeos musicales, incluido uno de Tristan Prettyman en 2012 titulado "I Was Going To Marry You". Al principio, se citó a Landon diciendo: "Como estaba bien versado en física y matemáticas, sabía que las probabilidades nunca estaban a mi favor en la audición, así que me propuse escribir y dirigirme a los papeles que quería interpretar a cambio de un pago. Comencé a hacer sketches de comedia que me hicieron resaltar en Funnyordie, luego comencé a dirigir comerciales y luego comencé a escribir un musical sobre la carrera espacial como una forma de honrar todos mis conocimientos y entrenamiento tratando de convertirme en astronauta toda mi vida".

## Filmografía

### Series de televisión
- Castle (2011)
- CSI: Miami (2012)
- Awake (2012)
- NCIS: Los Ángeles (2013)
- Super Fun Night (2013)
- Code Black (2015)[7]
- My Haunted House (2016)[8]
- Days of Our Lives (2016)[9]
- NCIS (2018)[10]
- The Conan O'Brien Show (2019)
- Space Force (2020)[11]
- MacGruber (2021)[12]
- The Resident (2022)

### Películas de cine y televisión
- Role Models (2008)
- Land of The Lost (2009)[13]
- A Warm Wind
- The Republic of Two (2013)
- Claire (2013)
- Turn Around Jake (2014)
- Human Resources (2015)
- Silent Retreat (2016)[14]
- Becoming Bond (2017)
- Baby Splitters (2019)
- She Watches From The Woods (2021)